# 김희작
김희작(金熙綽, ? ~ ?)은 일제강점기 서북 지방의 유지이며, 조선총독부 중추원 참의를 지냈다.

## 생애
1904년 이전의 경력은 잘 알 수 없으나, 이 무렵 평안북도 선천군에서 야학을 설립하고 서북학회의 학사 시찰위원을 지내는 등 1910년 한일 병합 조약이 체결되기 전부터 이 지역의 유지 중 한 명이었다. 1909년에는 일진회의 합방 청원에 대해 선천 대한협회를 중심으로 반대 의사를 표한 적도 있다. 이때 김희작은 대한협회 선천지회장이었으며, 기독교 신자인 것으로 기록이 남아 있다.
1920년 도평의회가 신설되었을 때 민선 평안북도 평의회원에 선출되었고, 선천식림조합장, 선천군농회 특별위원 등 지역 실력자로서의 여러 직책도 맡았다. 1924년 평북 평의회원에 재선된 뒤, 1925년에는 중추원 참의에 임명되어 임기가 만료될 때까지 3년간 재직했다. 중추원 참의로 재직 중이던 1928년 일본 정부로부터 쇼와대례기념장을 받았다.
1930년 경학원이 부설 교육기관으로 명륜학원을 설치했을 때 평의회원을 맡아 2년간 활동하기도 했다. 명륜학원은 유교의 철학 중 일제에 유리한 부분을 뽑아내 조선총독부가 필요로 하는 이념을 전파하기 위해 정책적으로 설치된 기관이었다.
2002년 발표된 친일파 708인 명단과 2008년 공개된 민족문제연구소의 친일인명사전 수록예정자 명단에 모두 포함되었으며, 2007년 대한민국 친일반민족행위진상규명위원회가 발표한 친일반민족행위 195인 명단에도 선정되었다.

## 같이 보기
- 조선총독부 중추원
- 명륜학원

## 참고자료
- 친일반민족행위진상규명위원회 (2007년 12월). 〈김희작〉 (PDF). 《2007년도 조사보고서 II - 친일반민족행위결정이유서》. 서울. 571~577쪽쪽. 발간등록번호 11-1560010-0000002-10. [깨진 링크(과거 내용 찾기)]